# Alkermès

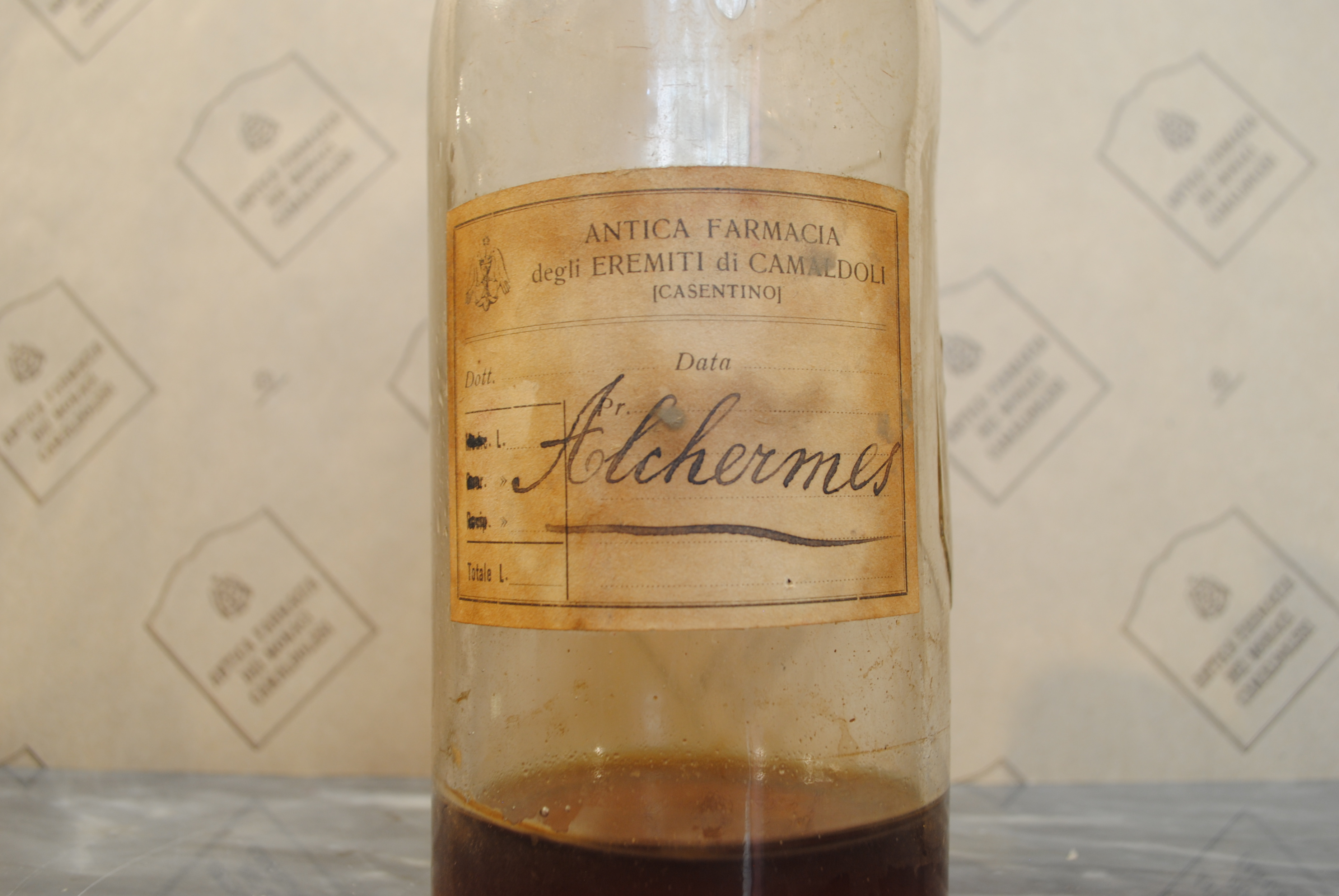
Ancienne bouteille d'Alkermès.

L’Alkermès (de l'arabe القرمز al-qirmiz : cochenille, l'insecte qui lui donne sa couleur, (en persan : قرمز) qirmiz : « sanglant », « rouge », « cochenille », « kermès ») dénomme soit un type de médicament composé ancient (électuaire, élixir, looch ...) soit une liqueur commerciale stomachique, sous le terme kermès officinal dans la pharmacopée. Selon le type de préparation, l'alkermès est à base de "suc du kermès animal" , soit l'insecte dit kermès des teinturiers (kermes vermilio) séché et broyé, ou son extrait éthanolique voire l'extrait naturel dit carmin véritable, et de plantes, dont la liste n'a jamais été définitive (cf voir plus bas). Certaines liqueurs commerciales modernes substituent parfois le kermès véritable par un colorant artificiel et n'ont ainsi de kermès que  le nom et l'aspect visuel,.

## Histoire
Selon le Centre national de ressources textuelles et lexicales (CNRTL) (Duval, 1959), il existait historiquement plusieurs préparations pharmaceutiques dites alkermès: une liqueur, un elixir, un sirop mais aussi un électuaire. La liqueur, la version la plus populaire, appellée alors alkermès officinal, était à base de cannelle de Ceylan, d'acore odorant (calamus), d'ambrette, de girofle, de macis, d'eau de rose, d'extrait de jasmin et d'infusion d'iris, le tout coloré évidemment par du kermès animal (formulation la plus récente juste avant son abandon dans la pharmacopée).
Selon la "Cyclopaedia" d'Ephraim Chambers (1728), l'alkermès est un remède adapté d'un électuaire , un looch du VIIIe siècle ("of the form and consistency of a confection" ce qui en anglais démontre une consistance pâteuse), la Confectio Alkermes, composée de kermès comme ingrédient principal, d'aloès, de perles moulues, de musc, d'ambre gris, de feuilles d'or, d'eau de rose, de cannelle "etc." le tout étant soit additionné de sucre, soit laissé non édulcoré ("the sweets are usually omitted"). Certains l'utilisaient au XIXème comme cordial dans des formulations proches d'un elixir ou d'une liqueur, mais le remède tombait déjà en défaveur chez certains apothicaires et médecins qui ne le prescrivaient que rarement et uniquement en tant qu'édulcorant ("it is much used as a cordial, says Dr. Quincy[...] but that author decries its value in that intention, and thinks it ought only to be regarded as a sweetner"). Il est également dit dans cet ouvrage, que les remèdes "alkermès" de la plus haute qualité étaient fabriqués à Montpellier, pour la simple raison que l'ingrédient phare dudit remède y était trouvé en quantité importante et que par ce fait la ville en question était devenue le fournisseur le plus prolifique de l'Europe toute entière ("The Confectio Alkermes is chiefly made at Montpellier, which place supplies most parts of Europe therewith. it is said to be better made there than it can be elsewhere; the reason of which doubtless is, that the drug, which gives it the denomination, is no where found so plentifully as there").

Les couvents florentins la produisaient déjà au XIIIe siècle et, à la cour des Médicis à Florence, on la buvait en lui prêtant les vertus d'un élixir de longue vie. En France on l'appelait la « liquore dei Medici » (la « liqueur des Médicis »).
Sa recette a été codifiée en 1743 par frère Cosimo Bucelli directeur de l'Officina profumo-farmaceutica di Santa Maria Novella, qui en est toujours le principal producteur artisanal.
Selon l'ouvrage de François Dorvault (1875), un des remèdes de la pharmacopée de la Compagnie française des Indes orientales du XVIIIe siècle, la Confection d'alkermès, a la composition suivante (proche de celle de la pharmacopée de Turin) : cannelle (24 g), kermès animal (24 g), santal citrin (15 g), corail rouge (15 g), et sirop de kermès (500 g).
Des copies de divers types ont été dérivées de la version originale, plutôt alcoolisée, un peu dans toutes les régions d'Italie, caractérisées par une faible teneur en alcool et un goût plus sucré.
Dans les temps anciens en Sicile, cette liqueur, appelée Archemis", était utilisée contre les « vers de peur », c'est-à-dire lorsque, par exemple, un enfant avait une grande frayeur à cause d'un événement : dans ce cas, les grands-parents prenaient soin de lui donner une ou deux cuillerées de cette liqueur (selon le degré de frayeur) pour exorciser la peur.

## LiqueurAlkermes di Firenzeclassée «PAT» en Italie
Concernant la liqueur traditionnelle Alkermes di Firenze (produit agroalimentaire traditionnel italien ou "PAT") produite à Florence en Toscane par l'Officina profumo-farmaceutica di Santa Maria Novella depuis le XVIIIe siècle, son degré d'alcool est moyen (35 %) et de goût sec et la liste non exhaustive de ses ingrédients (version actuelle, labellisée) est la suivante : alcool éthylique, sucre, eau, cannelle, clous de girofle, anis, cardamome, eau de rose, eau de fleur d'oranger et un colorant rouge d'origine naturelle (acide carminique E120) extrait du carmin véritable (NR4) provenant des cochenilles femelles kermès, ce dernier actuellement parfois remplacé par des colorants synthétiques (Azorubine ou Carmoisine (E122), "Coccine Nouvelle" ou "Cochenille Rouge A" (E124), mais aussi le Carmin d'indigo (E132) et le "Colorant Caramel" (150d) qui sont obligatoirement inscrits en Italie sur les étiquettes des produits commercialisés,a lorq qu'ne France ce n'est pas toujours le cas (cf articles dédiés)) dans d'autres recettes apéritives commerciales italiennes d'"alchermes" ou "alkermes", la première orthographie étant la plus commune en Italie.
La page officielle des produits alimentaires italiens traditionnels dits PAT annonce la recette actuelle comme étant proche de celle modifiée en 1859 dans l'établissement cité ci-dessus, découlant d'une version de 1743 inscrite dans le formulaire pharmaceutique par Cosimo Bucelli (un moine qui était également le directeur de l'officine en question), recette elle-même basée librement sur un "élixir de longue vie" (elixir di lunga vita dalle Suore dell'Ordine di Santa Maria dei Servi di Firenze) élaboré dans un couvent florentin en 1233. Il y est précisé que l'essentiel de la méthode traditionnelle est maintenu en faisant macérer les ingrédients secs dans l'alcool pour obtenir une teinture, le tout étant par la suite additionné de sucre, de distillats de rose et de fleur d'oranger, puis d'un concentré de colorant carmin naturel entre autres. La préparation est macérée puis percolée dans des appareillages industriels en acier inoxydable alimentaire, puis vieillie dans des fûts de chêne d'une capacité allant de 300 à 700 litres, dans une température maintenue à 18°C. L'appareil servant à la mise en bouteille est également en inox, pour une production annuelle d'environ 250 litres.
Ladite page web gouvernementale italienne dédiée au label PAT du produit ne mentionne aucunement l'origine persane ou arabe (outre l'orthographe seul qui est reconnu) des recettes d'électuaires et d'élixirs "alkermes" qui ont précédé les versions monastiques florentines et présente la chose comme uniquement locale, allant jusqu'à prétendre qu'il n'a jamais existé de version pharmaceutique ou commerciale véritable autre que celle de l'Herboristerie de Florence citée précédemment et que seules des versions artisanales "faites maison" existaient éventuellement, basées sur des recettes transmises en famille et que les "toutes les autres versions industrielles" actuelles ne sont que des boissons affichant un titre faible en alcool et "aromatisées" dénotant un aspect d'imitation de moindre qualité, voire de falsification ("L'alkermes, nella sua ricetta tradizionale, viene prodotto nella Officina erboristica di Santa Maria Novella a Firenze. Non si conoscono altre produzioni originali di alkermes, salvo preparazioni casalinghe. Si rilevano produzioni anche industriali, ma si tratta di soluzioni idroalcoliche aromatizzate, non colorate con cocciniglia"), chose partiellement véridique et largement éxagérée puisque Montpellier, selon plusieurs ouvrages pharmaceutiques et scientifiques du 19ème, était un centre historique de production dépassant en qualité (supposément) et en quantité les autres sources en Europe (cf la "Cyclopaedia" d'Ephraim Chambers de 1728, voir ci-dessus); d'autre part il est vrai que nombre de liqueurs commerciales "alchermes" en Italie (probablement toutes les autres en Italie) ne sont que des apéritifs colorés artificiellement -un point important concernant l'authenticité de la liqueur- faisant de l'Alkermes di Firenze potentiellement la seule liqueur italienne actuellement à base de kermès véritable d'où sa labellisation mais l'article fait fi des versions authentiques produites dans le passé hors d'Italie.
La nature du colorant n'affecte en rien le goût puisque le formulaire pharmaceutique dans sa forme moderne ne considère l'acide carminique E120 (la susbtance utilisée aujourd'hui dans les dernières formules d'alkermès officinal) uniquement que comme substance colorante et sans aucune action gustative, car ce sont uniquement les plantes qui le composent qui impartissent leur saveur, leurs propriétés digestives et toniques. Le "kermès animal" et son extrait colorant n'ont aucune propriété curative dans le codex qu'il soit italien, français, britannique (etc) depuis plus d'un siècle. En revanche les colorants synthétiques en question posent réellement un problème du point de vue de leur nature toxique au long terme (substances considérées comme carcinogènes dans plusieurs pays de l'Union Européenne, risques reconnus chez les personnes allergiques au salicylates, effets secondaires chez l'enfant concernant l'hyperactivité & le trouble de l'attention, etc). En France, l'azorubine E122 n'est pas tenue d'être indiquée sur les labels des liqueurs par les fabricants malgré les risques.
Un article pédagogique et vulgarisateur, de l'Université San Raffaele de Rome (Università telematica San Raffaele) dans son encyclopédie (en ligne) digitale dite "des cultures et politiques alimentaires" (Encliclopedia Digitale di Culture e politiche Alimentari), corrige la chose du moins concernant l'origine orientale, sur laquelle tous les ouvrages pharmaceutiques de référence s'accordent, autant du point de vue étymologique que de la forme originelle, un électuaire (une formule semi-solide), la liqueur apéritive ne figurant dans le codex italien que plusieurs siècles plus tard. Les Espagnols auraient transmis des recettes arabes à l'Italie au moyen-âge selon l'auteur (" Nel capoluogo toscano l'alchermes arrivò dalla Spagna, con una ricetta di origine probabilmente araba [...] Parlare di alchermes vuol dire innanzitutto partire dal suo nome curioso. Alchermes deriva dai termini arabi al qirmiz, che letteralmente significano…"il verme" "),.

## Utilisation
Selon Dorvault, sa vertu est principalement de favoriser la digestion (vertu dite stomachique). Les Italiens s'en servent dans de nombreux aliments et en particulier en pâtisserie : c'est un ingrédient caractéristique de la zuppa inglese. Elle entre aussi dans la composition de la mortadelle de Prato, des pesche dolci et dans le zuccotto.